# Unija skupova
Unija skupova (  U  ) je aditivna operacija sa skupovima u teoriji skupova. Unijom se dobiva novi skup čiji su elementi svi članovi svih unijom uključenih skupova. Unija je aditivna operacija kao presjek skupova. Kartezijev umnožak ima prioritet u odnosu na njega. Kad bismo postavili
A  U  {\displaystyle B\times C}
množilo bi se kao 
A  U  ({\displaystyle B\times C})

### Primjer
A U B = skup svih elemenata čiji su svi članovi članovi obaju skupova, i skupa A i skupa B. 
- {1, 2}  U  {1, 2, 3} = {1, 2, 3}
- {1, 2, 3} U {3} = {1, 2, 3}
- {1, 2} U {1, 2} = {1, 2}

### Osobine
- A U B   =   B U A
- A  je podskup skupa  A U B
- A U A   =  A
- A U ø   =  A

## Disjunktna unija
Ako su {\displaystyle A,B} međusobno disjunktni, tj. ako vrijedi {\displaystyle A\cap B=\emptyset }, tada je običaj uniju {\displaystyle A\cup B} pisati kao {\displaystyle A\amalg B} da bi se naglasila disjunktnost od {\displaystyle A,B}.